# Zànníng
Zànníng (贊寧; in Wade-Giles: Tsan-ning; in giapponese: Sannei; in coreano: 찬녕) (Ch'annyŏng, 920 – 1001) è stato un monaco buddista cinese maestro di vinaya e autore, tra le altre opere, del Sònggāosēngzhuàn (宋高僧傳, Biografie di monaci eminenti [compilate durante la dinastia] Song").
Originario di Bohai (渤海, provincia di Hebei), tra il 926 e il 930 fu ordinato monaco presso il monastero di Xiangfusi (祥符寺) nell'Hangzhou (杭州, provincia di Zhejiang), ricevendo i precetti monastici presso il monastero del monte Tiantai.